# 向ヶ丘遊園

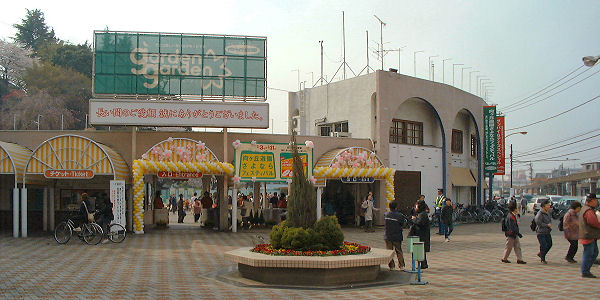
閉園直前の「さよならフェスティバル」開催中の向ヶ丘遊園入場門
（2002年3月23日撮影）

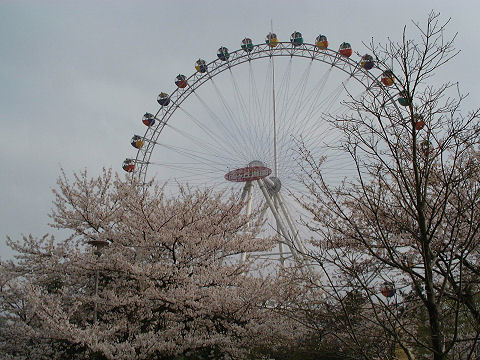
「花と緑の遊園地」として手入れされた園内は、四季折々の花々で鮮やかに彩られた。春には桜の花で彩られる大観覧車があった。閉園後に解体。
（2002年3月23日撮影）

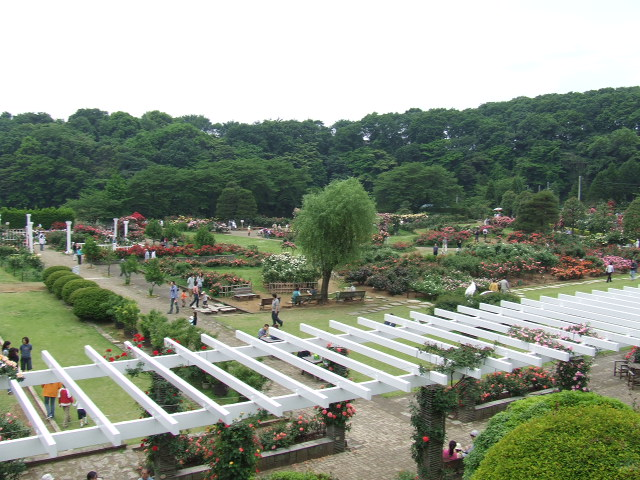
向ヶ丘遊園閉園後の「生田緑地 ばら苑」

向ヶ丘遊園（むこうがおかゆうえん）は、神奈川県川崎市多摩区長尾2丁目8-1で1927年（昭和2年）から2002年（平成14年）まで営業していた小田急電鉄系の遊園地。
遊園地は閉園したものの、小田急小田原線の駅名「向ヶ丘遊園駅」や、近隣の店舗名やビル名などに名残が多々見られる。また遊園内にあった「ばら苑」は川崎市が「生田緑地 ばら苑」として管理を継承している。

## 歴史
- 1927年（昭和2年）4月1日 - 小田原急行鉄道小田原線（現在の小田急小田原線）の開通と同時に開業する。当時は入園無料。
- 1927年（昭和2年）6月14日、最寄り駅の稲田登戸駅（現在の向ヶ丘遊園駅）から豆汽車が運行される（その後、戦争により撤去）。
- 1941年（昭和16年） - 近衛騎兵聨隊の駐屯地となる[1]
- 1945年（昭和20年） - 陸軍より用地返還
- 1950年（昭和25年）3月25日 - 向ヶ丘遊園駅からの豆汽車が豆電車として復活。
- 1951年（昭和26年）7月28日 - 空中ケーブルカーを設置（正門 - 園内中央）。
- 1952年（昭和27年）4月1日 - 有料化を実施。
- 1955年（昭和30年） - ボート池完成[1]
- 1958年（昭和33年）5月23日 - ばら苑開園。当時は東洋一の規模と評された。
- 1962年（昭和37年） - 「防衛大博覧会」開催。地形を一変させるほどの大規模な土木工事を実施[1]
- 1963年（昭和38年） - フラワーショー開始。以後、花に関係する各種イベントを継続して行う。花の大階段新設[1]
- 1965年（昭和40年）秋 - 沿線道路の拡張により、豆電車が撤去される。
- 1966年（昭和41年）4月23日 - 豆電車に代わり、向ヶ丘遊園モノレールが運行開始（向ヶ丘遊園駅 - 向ヶ丘遊園正門駅間）。
- 1967年（昭和42年）12月14日 - 空中ケーブルカー廃止。
- 1968年（昭和43年）3月15日 - 全長123 mの1人乗りフラワーリフトを設置。
- 1976年（昭和51年） - 大観覧車を設置。
- 1980年（昭和55年） - 宙返りコースター「スカイハリケーン」を設置。
- 1985年（昭和60年） - ローラーコースターとウォーターライドが融合したアトラクション「アドベンチャーコースター」を設置。
- 1986年（昭和61年） - 開園60周年に合わせた園内の整備・拡張の一環で「メルヘンタワー」「フライング・スインガー」「ロックンロール」「スピンカー」「メリーフラワー」を設置[2]。
- 1986年（昭和61年）5月19日 - フラワーリフト廃止。
- 1987年（昭和62年）2月5日 - 全長47mの屋外型エスカレーター「フラワーエスカー」を設置。
- 1992年（平成4年） - スーパーローラーコースター「ディオス」を設置。
- 1997年（平成9年） - 『快獣ブースカ』をテーマとした遊園施設「ブースカランド」を開設する。円谷プロとの協力で実現し、閉園まで存在する。
- 1999年（平成11年）夏頃 - 特撮番組『ブースカ! ブースカ!!』のロケーション撮影が2000年4月頃まで行われる。
- 2000年（平成12年）2月13日 - モノレールの運行を休止。この日より行われた定期検査で、モノレール車両（小田急500形）に老朽化による致命的な損傷が見つかり、運行再開を見合わせる。代替バスの運行を実施。
- 2001年（平成13年）2月1日 - 同日付でモノレールを正式に廃止。
- 2002年（平成14年）3月31日 - 営業終了。

### 名前の由来
向ヶ丘遊園が立地する長尾地区が、開園当時は向丘村（むかおかむら・むかいがおかむら→1938年（昭和13年）に川崎市へ編入）の一角だったために名付けられた。地名は「むかいがおか」と読むが、当園名は「むこうがおか」と読み、現在は後者が定着しつつある。詳しくは向ヶ丘 (川崎市)を参照。

## 施設概要
「花と緑の遊園地」としての特徴を持ち、園内にはばら苑やウメ園・温室・スイセンやツツジの丘など多くの樹木があった。特にソメイヨシノが多数あり、神奈川県有数の花見の名所であった。1987年には本格的な蘭の展覧会も開催された。
また、宙返りコースターやプールなどの遊戯施設、鉄道資料館、運動場や楽焼体験施設、ミニ動物園なども存在していた。
主な遊戯施設
- スカイハリケーン（往復式宙返りコースター）
- アドベンチャーコースター（ウォーターコースター）
- ディオス（ローラーコースター）
- キディシャトル（子供向けローラーコースター）
- ウォーターシュート（ウォーターライド）
- サイクルモノレール
- 大観覧車
- ゴーカート
- プール（冬季はアイススケート）
- 手漕ぎボート、スワンボート
- ちんちん電車

## 交通
小田急によって開発されただけに、運営母体の小田急にとっての「玄関口」であった向ヶ丘遊園駅からのアクセスが確保されており、戦前は遊園地まで「豆汽車」（当時は正門までだったが、のちに裏門まで延長されている）や「豆電車」、1966年からは小田急向ヶ丘遊園モノレール線で結ばれていた。
ちなみに豆電車やモノレールがない時代、園からの距離が最も近い最寄り駅は南武線宿河原駅であった。

## 跡地利用

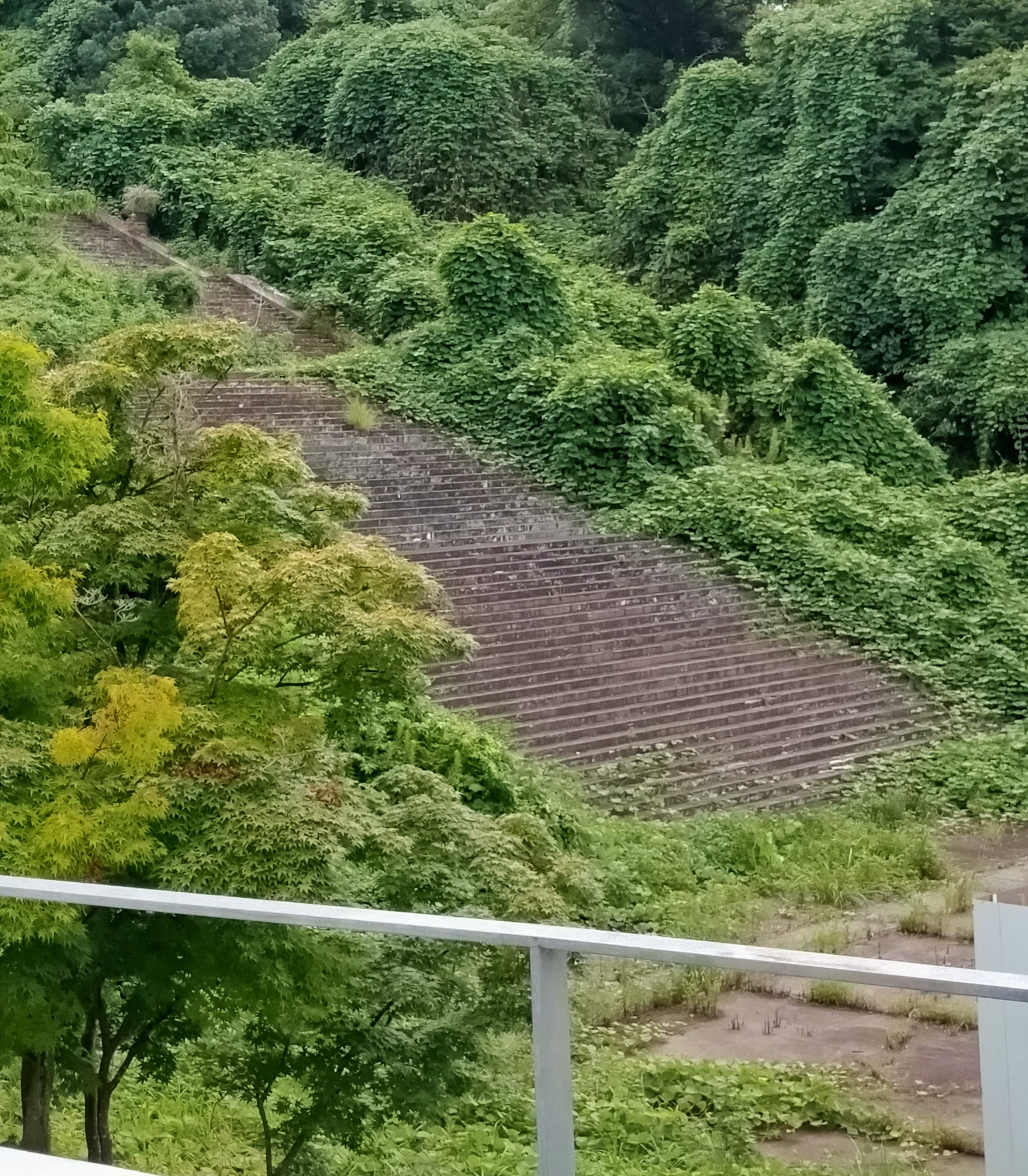
藤子・F・不二雄ミュージアム（手前の柵）からみた「花の大階段」跡地。2022年撮影。

遊園地の閉園後、市民の要望を受けて川崎市が園内ばら苑の管理を引き継ぎ「生田緑地 ばら苑」として保全している。市民ボランティアがバラの手入れなどを行い、春と秋（主に5月と10月）の開花時季には無料で一般公開を行っている。
小田急電鉄は2007年に、集合住宅を中心とした850戸の住宅開発を発表していたが、採算性の面から計画を白紙撤回していた。
2008年（平成20年）12月には、跡地の一部に川崎市立藤子・F・不二雄ミュージアムの立地が決定。2011年（平成23年）9月3日に開館した。
未開発の跡地内には「花の大階段」をはじめ、敷地の大部分は遊具を撤去した状態で残っているが、2018年に開発構想が再浮上した。
小田急電鉄は2018年11月30日、向ヶ丘遊園の跡地利用について、約162700m2の開発地域に、「自然体験エリア」（約39300m2）「商業施設エリア」（約29900m2）「温浴施設エリア」（約25600m2）の3地区を軸にした計画を発表した。12月中に環境影響評価書を提出し、2023年度の完成を目標とする。
2019年3月28日の小田急電鉄ニュースリリースによれば、2023年度までに「人と自然が回復しあう丘」のコンセプトで竣工を目指すとしていた。
2023年3月、川崎市は2019年の水害で休館中の川崎市市民ミュージアムの移転先として、向ヶ丘遊園の跡地（市が小田急電鉄から譲受した区画で、現在はばら苑の臨時駐車場）を選定したと発表した。